# William Hay, 4. Earl of Erroll

Wappen des Earl of Erroll

William Hay, 4. Earl of Erroll († 9. September 1513) war ein schottischer Adliger.

## Leben
Er war der älteste Sohn des William Hay, 3. Earl of Erroll, aus dessen erster Ehe mit Lady Isabella Gordon, Tochter des George Gordon, 2. Earl of Huntly. Beim Tod seines Vaters erbte er 1507 dessen Adelstitel als 4. Earl of Erroll, sowie das Erbamt des Lord High Constable of Scotland. Am 10. Februar 1511 wurde ihm das Erbamt des Sheriffs von Aberdeenshire verliehen, von dem John Lindsay, 6. Earl of Crawford, zurückgetreten war.
1513 nahm er am Feldzug König Jakobs IV. nach England teil, in dessen Heer er als Lord High Constable eine führende Rolle einnahm. Er wurde schließlich bei der Niederlage in der Schlacht von Flodden Field getötet, ebenso wie sein jüngerer Bruder Thomas Hay of Logie und sein König.

## Ehe und Nachkommen
Im April 1492 heiratete er in erster Ehe Christian Lyon, Tochter des John Lyon, 3. Lord Glamis. Mit ihr hatte er zwei Kinder:
- William Hay, 5. Earl of Erroll (um 1495–1541), ⚭ Elizabeth Ruthven, Tochter des William Ruthven, 1. Lord Ruthven;
- Lady Elizabeth Hay († 1574), ⚭ 1512 William Abernethy, 5. Lord Saltoun;
- Lady Isabel Hay, ⚭ 1522 William Forbes, Laird of Tolquhon.

In zweiter Ehe heiratete er im Mai 1509 Margaret Kerr († 1532), Witwe des Sir James Sandlilands, 5. Laird of Calder, Tochter des Andrew Kerr, Laird of Auldtounburn and Cessford. Die Ehe blieb kinderlos.